# Jevon Perschnick
Jevon Perschnick (* 5. September 2000 in Amberg) ist ein deutscher Basketballspieler.

## Laufbahn
Perschnick begann im Alter von fünf Jahren beim TV Amberg mit dem Basketball, später lief er dank einer Doppellizenz zusätzlich für den Nachwuchs des TB Weiden auf. Er stieß zur U16-Mannschaft des Bundesligisten Medi Bayreuth, spielte dann auch in der Nachwuchs-Basketball-Bundesliga für die Bayreuther, während er bei der DJK Neustadt an der Waldnaab gleichzeitig zusätzliche Spielerfahrung sammelte. Hinzu kamen im Herrenbereich Spielminuten in der zweiten Bayreuther Mannschaft. Ende April 2018 gab er seinen Einstand in der Basketball-Bundesliga. Perschnick wurde insgesamt in drei Bundesliga-Spielen eingesetzt. In Bayreuths zweiter Mannschaft spielte er bis 2021 in der Regionalliga. Er wechselte dann zum BC Zwickau, bei dem er Mannschaftskapitän und Jugendtrainer wurde.